# 몬테카를로 (토스카나주)
몬테카를로(이탈리아어: Montecarlo)는 이탈리아 토스카나주 루카도에 있는 코무네이다. 피렌체에서 서쪽으로 50km, 루카에서 동쪽 12km 거리에 있다.

## 역사
몬테카를로는 피사의 점령에서 루카 인근 도시들을 풀어준 미래의 보헤미아 왕이자 신성 로마 제국 황제인 카를 4세가 1333년에 세웠다.